# Christian Pantle
Christian Pantle (* 7. Januar 1970 in München) ist ein deutscher Wissenschaftsjournalist und Buchautor.

## Leben
Christian Pantle studierte zunächst ab 1989 Physik an der LMU München, wo er 1994 mit einem Diplom abschloss. 1997 wurde er  im Fach Humanbiologie promoviert. Von 1998 bis 2000 besuchte er die Burda Journalistenschule und arbeitete nach seinem Abschluss bis 2013 als Redakteur beim Focus, ab 2011 als stellvertretender Ressortleiter. Von 2013 bis 2015 war er als stellvertretender Chefredakteur beim P.M. Magazin tätig und wechselte dann wieder zum Focus, um Leiter des Ressorts Wissen und Technik zu werden. Seit 2017 ist er Chefredakteur des Magazins G/Geschichte. Neben seiner journalistischen Arbeit betätigt sich Pantle auch als Autor und schreibt Bücher zu verschiedenen Geschichtsthemen und tritt im Fernsehen als Experte auf.
Sein Buch Der Dreißigjährige Krieg, das auf den Tagebüchern des Söldners Peter Hagendorf und z. T. denen des Mönches Maurus Friesenegger basiert, befand sich 2018 mehrere Wochen auf der Bestsellerliste des Spiegels.

## Veröffentlichungen (Auswahl)
- Die Varusschlacht – Der germanische Freiheitskrieg. Propyläen Verlag, Berlin 2009, ISBN 978-3-549-07322-3.
- Der Dreißigjährige Krieg – Als Deutschland in Flammen stand. Propyläen Verlag, Berlin 2017, ISBN 978-3-549-07443-5.
- Der Bauernkrieg. Deutschlands großer Volksaufstand. Propyläen Verlag, Berlin 2024, ISBN 978-3-549-10051-6.